# 사물의 본성에 관하여

De rerum natura, 1570

《사물의 본성에 관하여》(De rerum natura)는 루크레티우스의 철학 서사시이다.
루크레티우스는 높은 긍지를 갖고 있던 사람이라고 전해진다. 그는 에피쿠로스의 철학을 미묘한 점에 이르기까지 시(詩)로 재현시키려 하였다. 로마인으로서는 처음 있는 시도였다. 그가 취급한 것은 에피쿠로스의 자연학 부분이다. 라틴역(譯)으로, 그 의미를 본다면 '사물의 본성에 관하여'라고 번역된다. 사물(事物)이라고 하는 것은 우주의 일체(一切)가 포함되어 있다. 따라서 자연학이 주로 되어 있고 에피쿠로스파의 주장이나 윤리관, 주관적인 것을 간혹 첨가시켜 놓은 데 불과하다. 그는 자연학을 기술한 후 윤리 방면에도 확대하려 하였다. 작품 내용의 추이(推移)상 명백한 것이다. 그러나 거기까지는 도달하지 못하였다. 이 작품도 미완성이다. 에피쿠로스는 원자(原子) 상호의 충돌은 중량의 차에 의한 낙하 속도(落下速度)의 상위(相違)가 원인이라 하고 있다. 루크레티우스는 그것을 잘못이라고 말한다. 그는 '사경운동(斜傾運動)'을 일으키기 위해서라고 하였다. 인간의 자유의지의 문제도 이 생각으로 해결하려고 했으나 그 논지는 애매하고 난해했다.
이 작품은 키케로의 주선으로 출판된 듯하나 대중의 반응은 시원치 않았다. 일부 사람은 일찍부터 충분히 진가를 인정하고 있었다. 후배인 베르길리우스에게 큰 영향을 주었다. 시인 오비디우스는 언제인가 대지(大地)가 멸망하는 날이 있다면 그날이야말로 숭고한 루크레티우스의 시가 멸실하는 날일 것이라고 하여 이 작품의 영속성(永續性)을 예언하고 있다.

## 한국어 번역
- 《사물의 본성에 관하여》, 강대진 역, 아카넷, 2012.